# Vencedores do Prêmio Brasil Olímpico de 2011
O Prêmio Brasil Olímpico de 2011 foi mais uma cerimônia anual promovida pelo Comitê Olímpico Brasileiro (COB) para homenagear os melhores atletas do ano. A escolha dos melhores em cada uma das 47 modalidades e a definição dos três indicados em cada categoria, masculina e feminina, foi feita por um júri composto por jornalistas, dirigentes, ex-atletas e personalidades do esporte. A escolha para o Troféu Melhor do Ano no Esporte é feita por este mesmo júri e pelo voto popular, através da Internet. Os vencedores foram anunciados durante a festa do Prêmio Brasil Olímpico, no dia 19 de dezembro, no Teatro do MAM, no Rio de Janeiro. A cerimônia teve como mote os Jogos Olímpicos de Verão de 2012, que seriam realizados em Londres.
Além dessas categorias, o Prêmio Brasil Olímpico 2011 premiou o melhor técnico individual e coletivo, os melhores atletas paraolímpicos, o melhor técnico paraolímpico e melhores atletas escolares e universitários. Ainda foram oferecidos o Troféu Adhemar Ferreira da Silva e o Troféu COI “Esporte – Inspirando Jovens” e o Troféu Personalidade Olímpica.

## Vencedores por modalidade
Foram premiados atletas de 47 modalidades:
| - Atletismo: Fabiana Murer - Badminton: Daniel Vasconcellos Paiola - Basquetebol: Marcelinho Huertas - Boliche: Marcelo Suartz - Boxe: Everton Lopes - Canoagem Slalom: Cássio Petry - Canoagem Velocidade: Nivalter Santos de Jesus - Ciclismo BMX: Renato Rezende - Ciclismo Estrada: Murilo Fischer - Ciclismo Mountain Bike: Rubens Donizete Valeriano - Ciclismo pista: Sumaia Ribeiro - Esportes na Neve: Mirlene Picin - Esportes no Gelo: Luiz Fernando Manella - Esgrima: Guilherme Toldo - Esqui Aquático: Marcelo Giardi - Futebol: Neymar - Ginástica Artística: Diego Hypólito - Ginástica Rítmica: Angélica Kvieczynski - Ginástica Trampolim: Giovanna Matheus - Handebol: Chana Masson - Hipismo Adestramento: Luiza Almeida - Hipismo CCE: Serguei Fofanoff - Hipismo Saltos: Bernardo Alves | - Hóquei sobre Grama: Thalita Cabral - Judô: Leandro Guilheiro - Karatê: Lucélia Brose - Levantamento de Peso: Fernando Reis - Lutas: Aline Ferreira - Maratona aquática: Poliana Okimoto - Natação: César Cielo - Natação Sincronizada: Nayara Figueira - Patinação Artística: Marcel Stürmer - Pentatlo Moderno: Yane Marques - Pólo Aquático: Marina Canetti - Remo: Fabiana Beltrame - Rugby 7: Diego Lopez - Saltos ornamentais: César Castro - Squash: Thaisa Serafini - Taekwondo: Marcio Wenceslau - Tênis: Rogério Dutra Silva - Tênis de Mesa: Hugo Hoyama - Tiro com Arco: Ana Marcelle dos Santos - Tiro Esportivo: Ana Luiza Ferrão - Triatlo: Reinaldo Colucci - Vela: Bruno Prada e Robert Scheidt (Classe Star) - Voleibol: Murilo Endres - Voleibol de Praia: Emanuel Rego |

## Outros vencedores
- Técnico coletivo: Rubén Magnano ( seleção masculina de basquete)
- Técnico individual: Rosicléia Campos (seleção de judô)
- Troféu Adhemar Ferreira da Silva: Bernard Rajzman
- Troféu Comitê Olímpico Internacional: Jovens Talentos de Badminton, Piauí
- Melhores Atletas Estudantis: André Amorim (handebol) e Malu Martins (basquete) (12 a 14 anos); Tamiris de Liz (atletismo) e Luiz Altamir Melo (natação) (15 a 17 anos)
- Melhores Atletas Universitários: Sabine Heitling (atletismo) e João Luiz Gomes Júnior (natação)